# Prins Willemraam
Het Prins Willemraam (1933) is een gedenkraam in de Nieuwe Kerk in de Nederlandse stad Delft.

## Achtergrond
Bij de Delftse donderslag in 1654 gingen alle gebrandschilderde ramen in de Nieuwe Kerk verloren. Ter gelegenheid van het zilveren regeringsjubileum van koningin Wilhelmina werd onder meer de grafkelder van de Oranjes gerestaureerd. Een uit Nederland afkomstige Amerikaan bood de kerk ter herinnering aan het jubileum een gebrandschilderd raam aan. Willem van Konijnenburg kreeg de opdracht dit Wilhelminaraam te verzorgen. Nadat dat raam in 1927 was geplaatst, werd een comité opgericht onder voorzitterschap van jhr. E.A. van Beresteyn, om ook elders in de kerk nieuwe ramen te plaatsen. Het werden er in totaal vijftien: van Konijnenburg ontwierp nog tien ramen, Jaap Gidding, Henri van der Stok en Joep Nicolas ontwierpen elk een raam en Georg Rueter ontwierp er twee, het Zeeuwse raam (1932) en het Prins Willemraam.

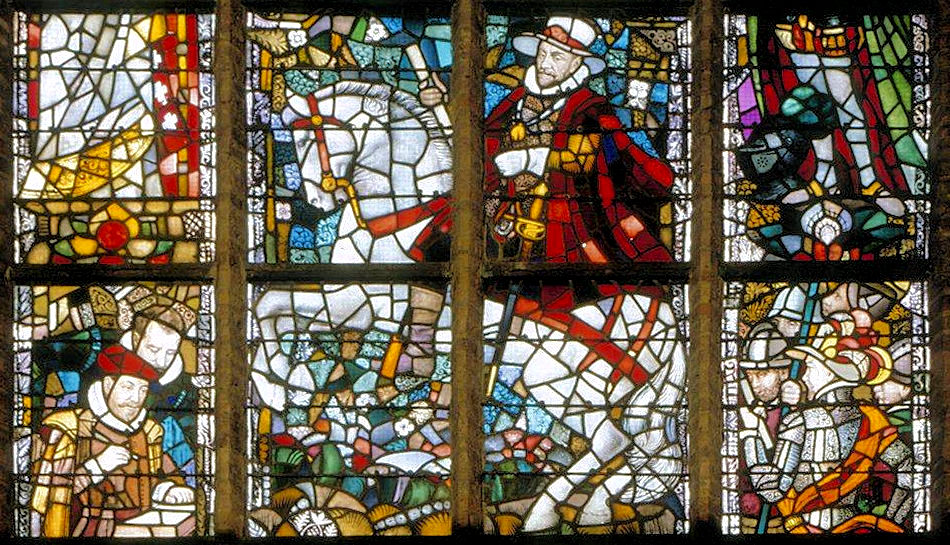
Willem van Oranje

Het Prins Willemraam werd gewijd aan Willem van Oranje, die in Delft heeft gewoond en in de kerk begraven ligt. Rueter liet zich voor de beeltenis van de prins inspireren door het vroeg 17e-eeuwse raam Het ontzet van Leiden van Isaac Claesz. van Swanenburg in de Sint-Janskerk in Gouda. Hij toonde de prins op een wit paard, met in diens hand een commandostaf. De prins wordt omgeven door vertegenwoordigers van de wereldlijke en geestelijke macht, onder wie Maarten Luther, Johannes Calvijn en keizer Karel V. Historicus Japikse, directeur van het Koninklijke Huisarchief, spoorde Rueter aan om de laatste woorden van Oranje te verwerken in het raam, maar Rueter wilde juist diens leven herdenken.
Het Prins Willemraam werd uitgevoerd op het glasatelier van Willem Bogtman in Haarlem. Het kreeg een plaats achter het praalgraf van Willem van Oranje aan de oostzijde van het koor, naast het Oranjeraam van Gidding en het Willem III en Maryraam van Van Konijnenburg. In mei 1933, vierhonderd jaar na de geboorte van prins Willem, werden de ramen onthuld in aanwezigheid van onder anderen prinses Juliana en commissaris der koningin Antonie Röell. Rueter ontwierp later nog het Marnixraam (1940) voor de Pieterskerk in Leiden, waarop Willem van Oranje ook een plaats kreeg.

## Beschrijving
Het Prins Willemraam bestaat uit een vierlicht met elk zes panelen. Het raam heeft een spitsvormige vensterkop met tracering. In de vensterkop plaatste Rueter een pelikaan, als symbool van de opoffering van de prins en rechts twee in elkaar grijpende handen met een bedelnap, het symbool van de geuzen.
Centrale figuur in het raam is prins Willem van Oranje te paard, gekleed in rode mantel en in zijn rechterhand een commandostaf. De figuren rondom hem zijn: linksonder Filips van Marnix van Sint-Aldegonde, Willems secretaris, met achter hem Willems broer Jan van Nassau, daarboven de paus en boven de prins Luther, Calvijn en Karel V. Rechts van Oranje staat zijn tegenstander Filips II van Spanje afgebeeld, daaronder Willems broer Lodewijk van Nassau. Onder de prins staan de wapens van Holland en Zeeland.
In de onderste rij van het raam staan in het linkerpaneel het wapen van de prins, in het rechterpaneel een bundel met zeventien pijlen, symbool voor de Zeventien Provinciën. Centraal het opschrift: 

AANGEBODEN DOOR EENIGE VEREERDERS VAN HET HUIS VAN ORANJE IN DE STAD EN PROVINCIE UTRECHT EN DOOR DE COMMISSIE VOOR DE GEBRANDSCHILDERDE GLAZEN IN DE NIEUWE KERK TE DELFT. MEI 1933

Het raam is gesigneerd met de namen van Rueter en Bogtman.

## Afbeeldingen

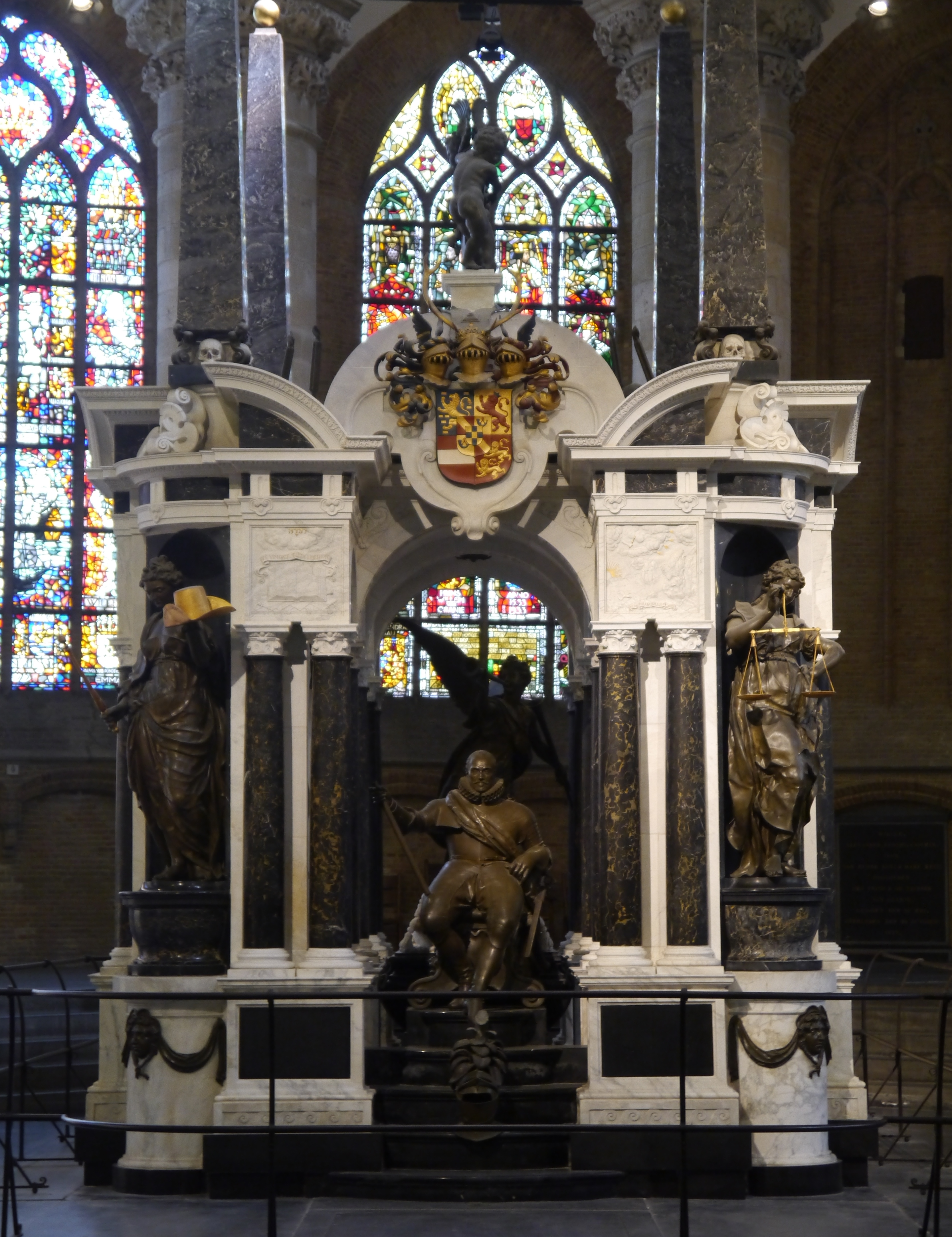
Praalgraf met daarachter het raam
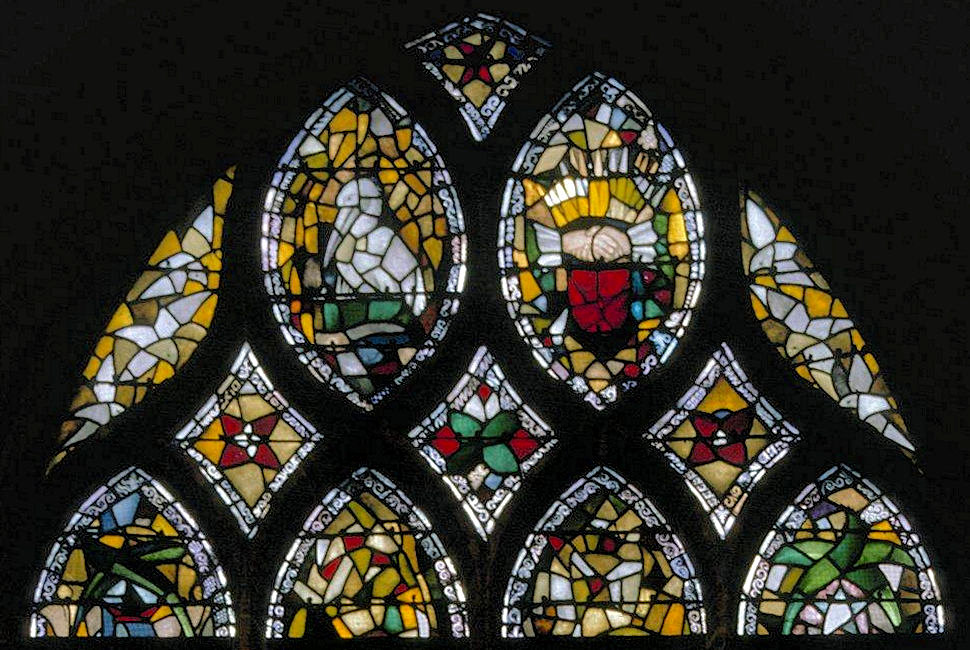
Vensterkop
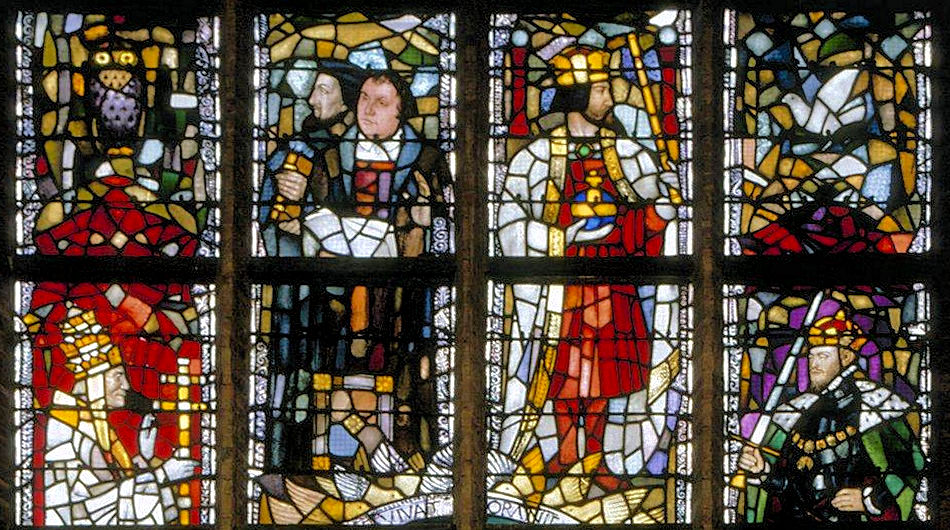
Calvijn, Luther en anderen in de bovenpartij
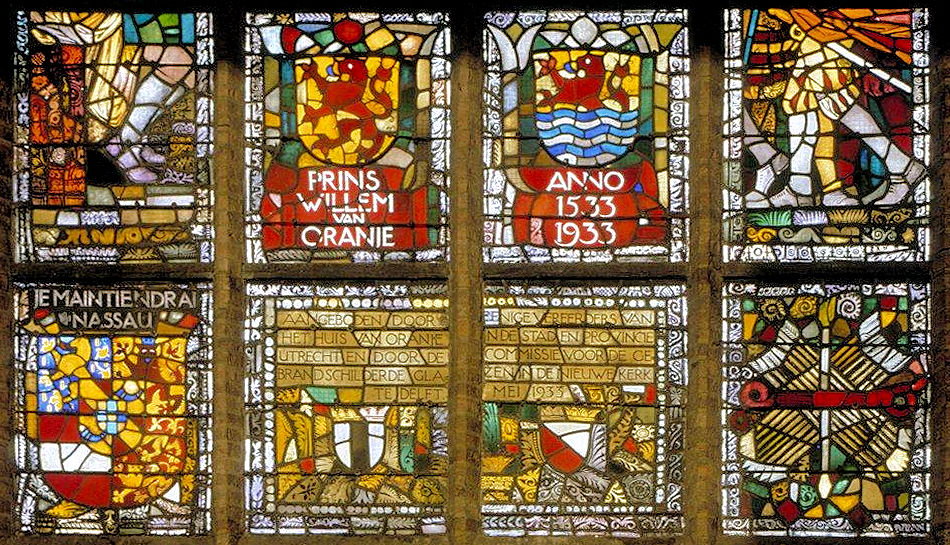
Onderpartij met opschrift